# 小茂田浜神社
小茂田浜神社（こもだはまじんじゃ）は、長崎県対馬市厳原に鎮座する神社である。対馬西南海岸に位置し、元寇（文永の役）の際に元・高麗連合軍が上陸した地にあたる。

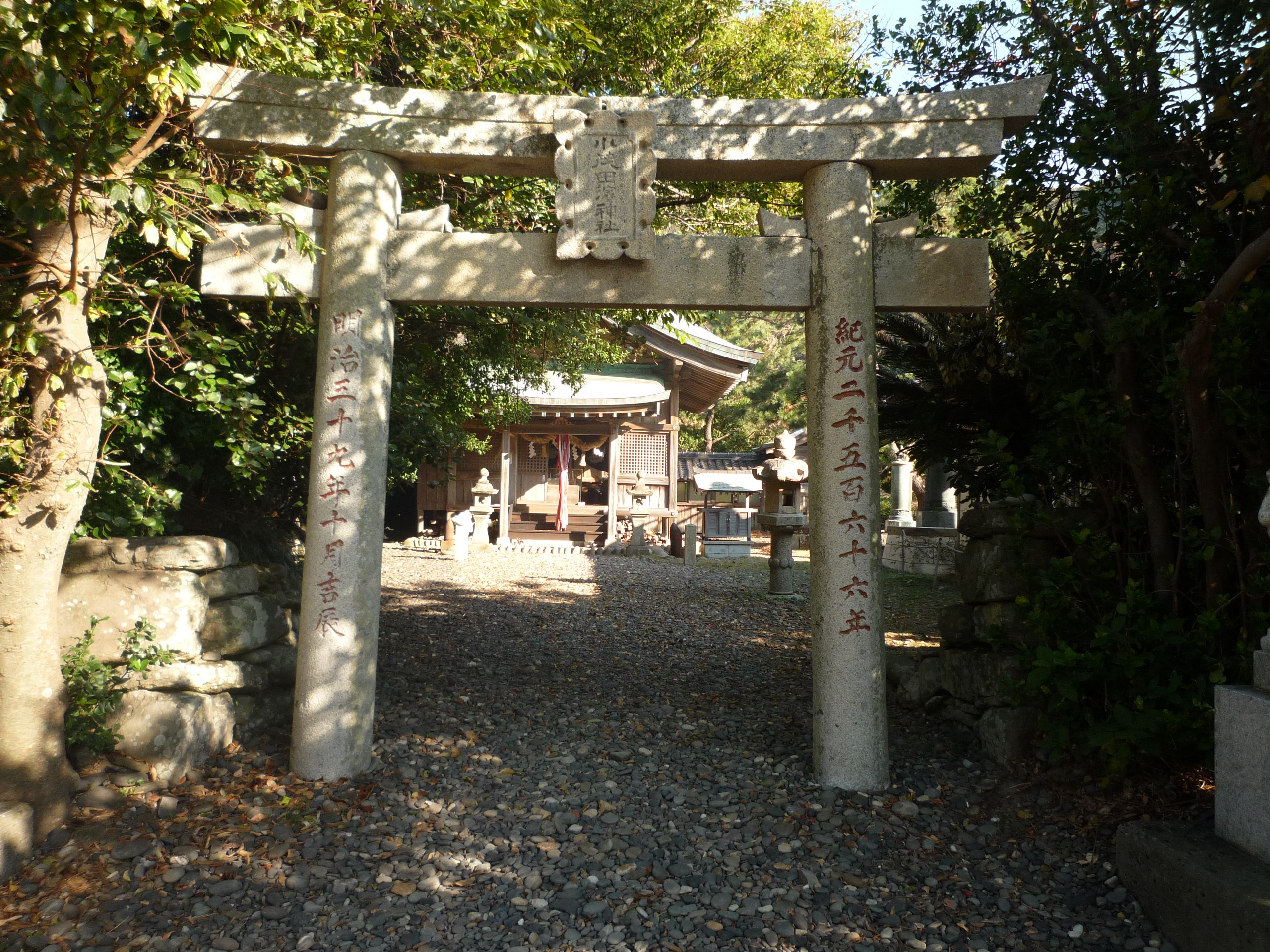
境内（2012年撮影）

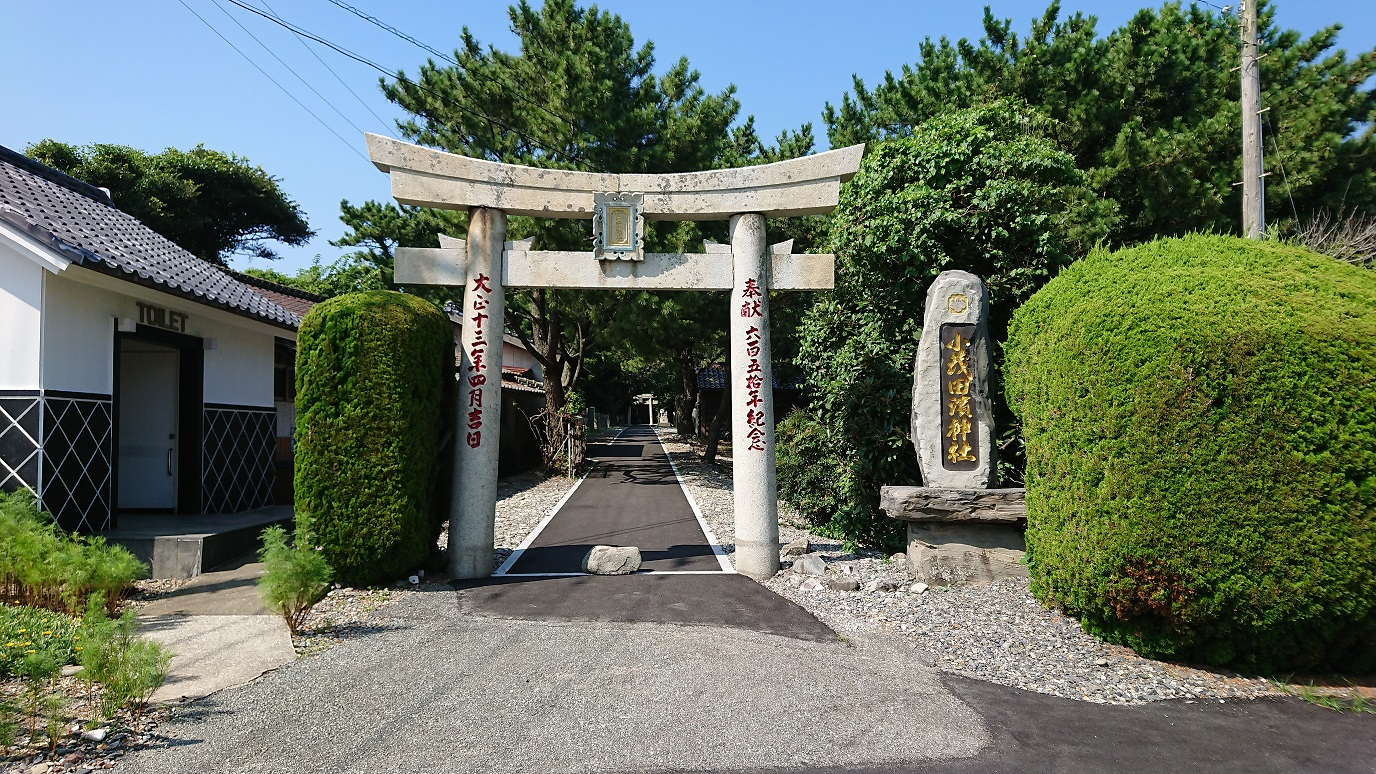
神社入口（2020年8月撮影）

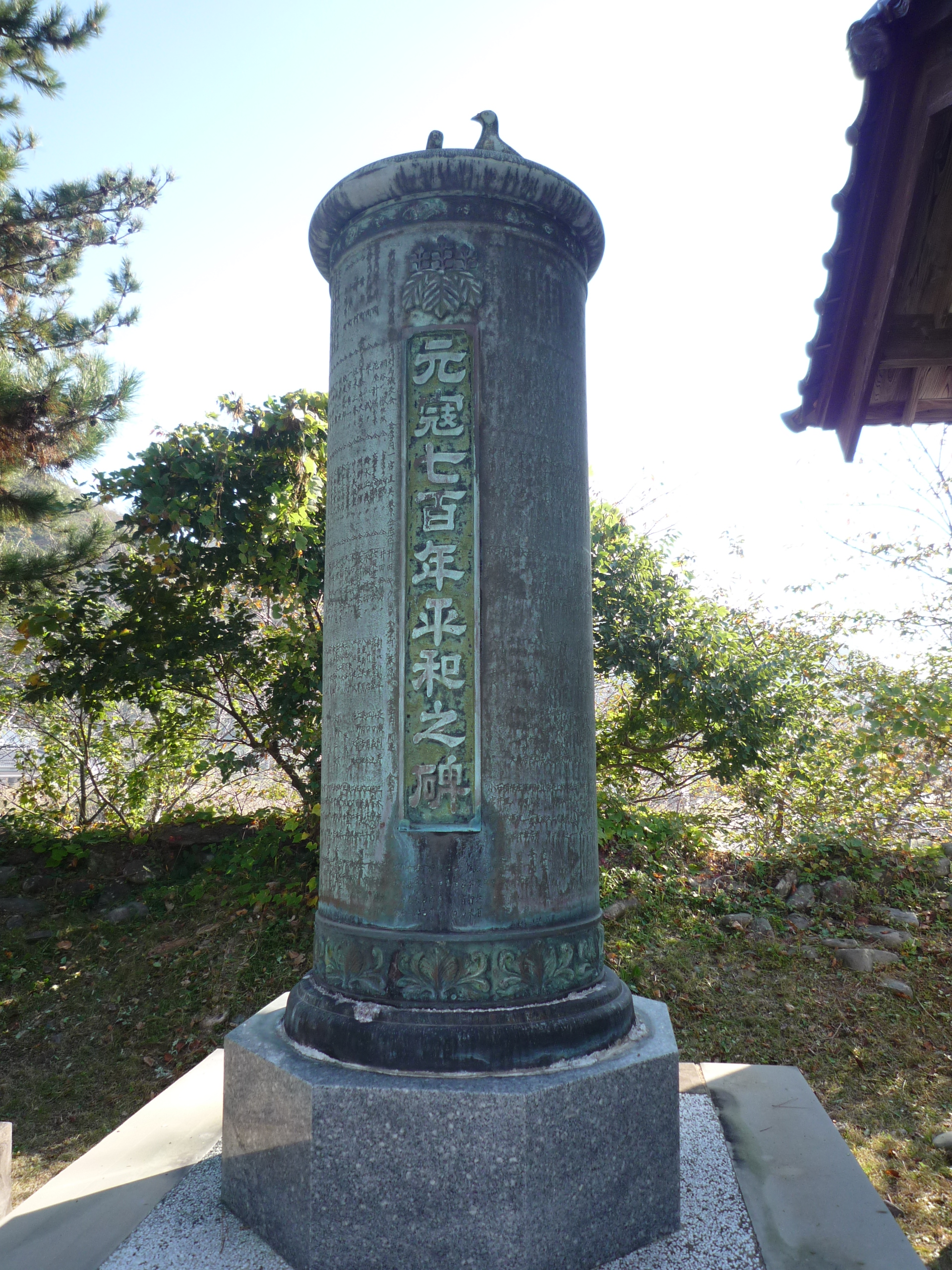
元寇700年記念碑

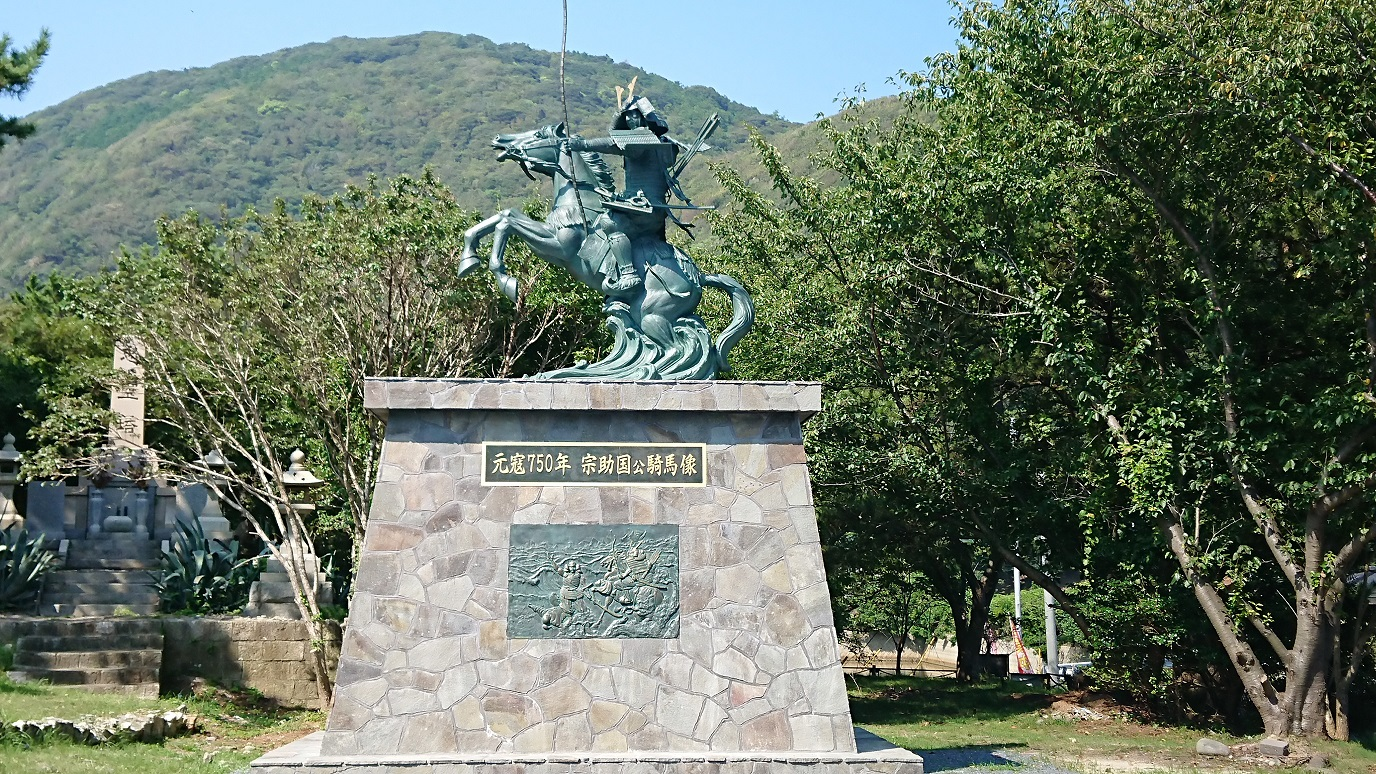
元寇750年宗助国公騎馬像

## 祭神
宗右馬允助國(宗助国）を主祭神とする。また元寇で戦死した将士の霊を祀っている。

## 概要
祭神の宗助國は元寇の役において、国のために戦い、命を捧げた。「国難事変に際して神威を顕し命を賭して戦い、平時においては国家の平和を護り給う」神である。 
対馬島民は、小茂田浜神社の管理を進め、元寇の650年後の大正13年（1924年）、鳥居の新設や元寇650周年記念碑の建設を実現した。また、昭和49年（1974年）には元寇700年記念碑が、令和2年（2020年）には元寇750年宗助国公騎馬像が建立された。

## 歴史
- 文永11年（1274年） 宗助国が戦死した地に、首塚や胴塚の祀を建立
- 正平2年（1347年4月 助国の後裔宗経茂が現在地に遷し、神領を寄進して宗家の祭祀とし、改めて帥（あるいは軍）大明神社と称した。
- 元禄年間 宗義真はその勲功を欽仰して神門及び石碑を建立。
- 寛政年間より毎年宗氏が祭典を執行した。
- 1882年（明治15年）- 県社に列した。
- 1896年（明治29年）- 助国に従三位が追贈される。
- 1924年（大正13年）- 鳥居の新設や元寇650周年記念碑を建設。
- 1974年（昭和49年）- 元寇700年記念碑を建立。
- 2020年（令和2年）- 元寇750年宗助国公騎馬像を建立。同時に神社参道の改良も行われた[1]。

## 主な祭典
- 1月1日 - 元旦祭
- 11月第2日曜日 - 例大祭

もともと11月12日に行っていたが、ここ数年は、多くの人が訪れやすいように、例大祭本祭は11月第2日曜日に設定されている。2日前から前々夜祭（金曜日）、前夜祭（土曜日）、本祭（日曜日）が行われる。例大祭では神事の後、以下の儀式や催し物が行われる。例年、露店なども出て、にぎわいを見せる。ただし、2020年、2021年に関してはコロナウイルス感染防止対策のため、神事のみ実施された。
- 命婦（みょうぶ）の舞
- 浦安の舞 - 地域の小中学生（金田小学校・佐須中学校）の女子による舞。
- 海幸式 - 鎧武者を先頭とした武者行列が神社そばの小茂田浜まで歩く。
- 鳴弦（めいげん）の儀（浜殿祭） - 武者行列が小茂田浜に到着後、蒙古軍を迎え撃ったごとく海に向かって弓矢をかまえる。
- 奉納相撲 - 幼児の部・小学生の部・中学生の部・青年の部
- まめ餅の販売 - 奮闘する戦士のため、短時間で調理できるように、塩で味付けして煮たあずきをまぶしたとされる餅。塩味の餅で祭の名物となっている。「だんつけ餅」という呼び名もあるが、方言で「だにのついた餅」という意味に聞こえるため、対馬では「まめ餅」と呼ばれている。
- 地域おこしグループ「佐須響心会」による蒙古太鼓の演奏

- 12月31日 - 除夜祭

## 見どころ
境内
- 元寇絵馬
- 助國忌之石碑
- 元寇750年宗助国公騎馬像
- 元寇700年平和之碑
- 650年祭記念碑
- 小茂田浜の歌之石碑

周辺
- 第一次元寇の上陸地　小茂田浜
- 御胴塚
- 御首塚
- 矢立山古墳群
- 椎根（しいね）の石屋根倉庫

## 小茂田浜の歌

元寇の様子を伝える歌

小茂田浜神社の前の浜には、樋口正毅作の「小茂田浜の歌」の石碑が設置され、元寇襲来の様子が永久に伝えられている。

一．
頃は文永十一の　　　　浪の花立つ神無月
傲慢無礼の蒙古勢　　海をおおうて寄せ来る
助國公を始めとし　　　一族郎党おしなべて
忠義一途の對馬武士　　頼む心の一すじは
霰たばしる真剣ぞ　　　踏み迷わじ弓張の
月日照りそう神州に　一歩も入れじとたゞ進め
進め勇めの号令に　　吶喊一声いかずちの
天地にひゞくばかりなり
二．
智勇仁義の名将の　　　下弱卆のあるべきぞ
忠臣心をあわせるゝ　　國の御陵威(みいつ)を楯となし
きらめく剣に将を斬り　　　とゞろく蹄に旗を抜き
死して忠戦の鬼となるも　　生きて異國の奴となるな
寸歩も去らず戦えど　　　敵は竹葦と攻めかこみ
流石勇武の英将も　　いとも手痛き戦に
五丈原頭景落ちて　　晝なお暗くなりにけり
三．
中にも斎藤資定は　　　　二つの腕はたゝれても
忠義の二字は凛然と　　大喝敵をしりぞけて
頭を岩にふれて死す　　　散りぎわ潔き山桜
大和心にえみしらは　　小茂田の浜を落ちて行く
わが日の本の光こそ　　　実に國民の亀鑑なれ

## アクセス
最寄りのバス停留所
厳原市街地との間を結ぶバス路線は2020年（令和2年）時点ではない。かつては対馬交通の運行するバス路線があったが、すでに廃止されている。
なお、対州タクシーが厳原市街地と小茂田を結ぶ予約制の乗合タクシーを運行している。
最寄りの幹線道路
- 長崎県道44号桟原小茂田線
- 長崎県道24号厳原豆酘美津島線

## 周辺
- 対馬市役所佐須窓口センター・佐須体育館・佐須診療所
- 小茂田郵便局
- JA対馬佐須事業所
- 厳原町漁協佐須支所
- 対馬市立佐須中学校
- 対馬市立金田小学校
- 対馬市立佐須へき地保育所
- 銀山神社
- 対州鉱山跡